# 마크 싱어
마크 싱어(Marc Singer, 1948년 1월 29일 ~ )는 캐나다 태생의 미국 배우이다.

## 출연 작품
- 더 라스트 레터 (2013)
- 하우스 헌팅 (2013)
- 라이프 앳 더 리조트 (2011)
- 드래곤 레저렉션 (2009)
- 이글 아이 (2008)
- 엔젤 블레이드 (2002)
- LA 폴리스 (2001)
- 다크 데이즈 (2000)
- 살인 이중주 (1996)
- 거리의 심판자 (1996)
- 사이버존 (1995)
- 비스트마스타 3 (1995)
- 타겟 위트니스 (1994)
- 사바테 (1994)
- 울프 선장 (1993)
- 킬링 머신 (1991, Sweet Justice)
- 실루엣 (1992)
- 베를린 특명 (1992)
- 데드 스페이스 (1991)
- 죽음의 게임 (1991)
- 비스트마스터 2 (1991)
- 탐정 댄 터너 (1990)
- 보디 케미스트리 (1990)
- 전쟁 투사 (1990)
- 워쳐스 대습격 2 (1990)
- 사막의 폭행자 (1989, High Desert Kill)
- 콜드 나이트 (1989)
- 이프 유 쿠드 씨 왓 아이 히어 (1982)
- 비스트마스터 (1982)
- 대전장 (1978)
- 조이에게 일어난 일 (1977, Something for Joey)

### 텔레비전
- 하와이 파이브-O (1975)
- 명탐정 바나비 존즈 (1975)
- 사랑의 유람선 (1977)
- 뿌리 - 그 다음 세대 (1979)
- V (1983-85)
- 브이 - 최후의 전투 (1984)
- 댈러스 (1986)
- 더 영 앤 더 레스트리스 (1999)
- V (2011)